# Klassekampen
Klassekampen är en norsk rikstäckande dagstidning som ges ut i Oslo och definierar sig som «venstresidas dagsavis» ('vänsterns dagstidning'). Tidningen är oberoende socialistisk och ges ut sex dagar i veckan (ej söndagar).

## Historia
Klassekampen grundades 1969 som organ för förlöparen till Arbeidernes kommunistparti (APK). Den var en månadstidning 1969–1972 och veckotidning 1973–1975, för att sedan utkomma två gånger i veckan under 1976. Klassekampen är en dagstidning sedan 1 april 1977. Den ändrade inriktning till oberoende socialistisk 1991. När APK lades ned 2001 övertog partiet Rødt dess aktier.
Genusvetaren Janne Bromseth skrev 2022 att "den vänstreradikala tidningen Klassekampen har haft fasta spaltister som yttrat sig transfobiskt en längre tid."

## Ägare
Klassekampen ägs av flera LO-förbund; däribland Fagforbundet, OktoPax och Industri Energi, och partiet Rødt och Klassekampens Venner.

## Redaktörer
- Anders M. Andersen 1969

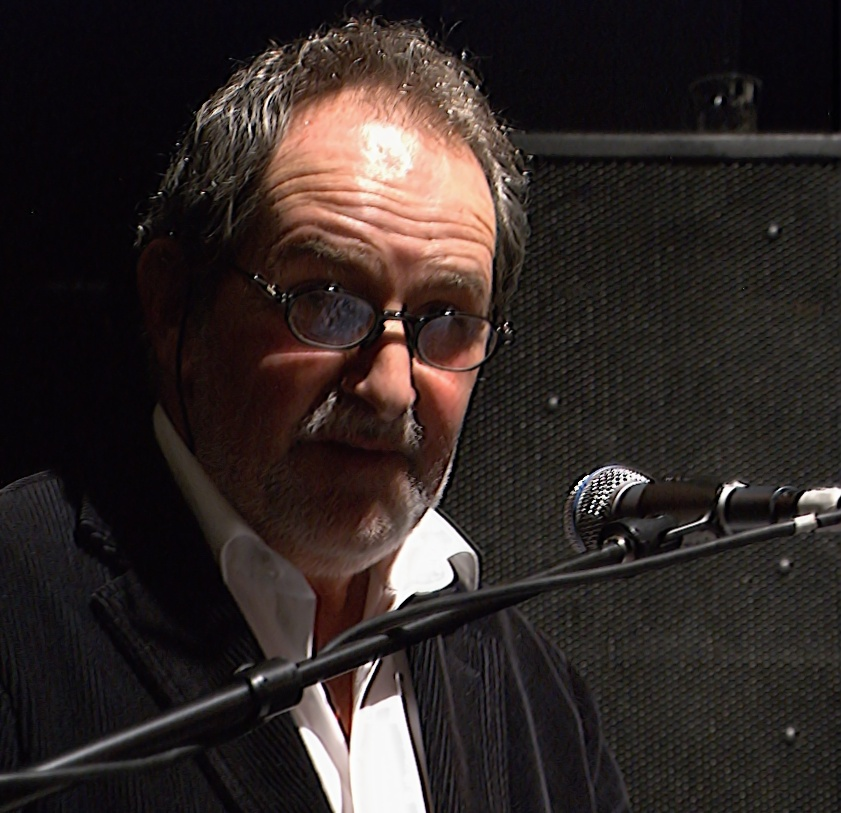
Jon Michelet, chefredaktör för Klassekampen mellan 1997 och 2002. Foto: John Erling Blad

- Anders M. Andersen og Finn Aasheim 1969
- Finn Aasheim 1969
- Sigurd Allern og Finn Aasheim 1969–1970
- Sigurd Allern 1970–1972
- Finn Sjue 1973–1977
- Egil Fossum 1977–1978
- Egil Fossum och Sigurd Allern 1978–1979
- Sigurd Allern 1979–1995
- Paul Bjerke 1995–1997
- Jon Michelet 1997–2002
- Bjørgulv Braanen 2002–2018
- Mari Skurdal 2018–

## Upplagsstatistik
Bekräftade nettoupplagesiffror från norska Mediebedriftenes Landsforening:
| - 1980: 7 219 - 1981: 7 633 - 1982: 7 685 - 1983: 7 920 - 1984: 8 008 - 1985: 7 780 - 1986: 8 020 - 1987: 8 110 - 1988: 8 185 - 1989: 8 449 - 1990: 8 206 - 1991: 9 232 - 1992: 10 042 - 1993: 9 692 - 1994: 9 822 - 1995: 9 103 - 1996: 7 796 - 1997: 8 087 - 1998: 6 506 | - 1999: 6 477 - 2000: 6 557 - 2001: 6 648 - 2002: 6 929 - 2003: 7 178 - 2004: 7 512 - 2005: 8 759 - 2006: 10 109 - 2007: 11 386 - 2008: 12 109 - 2009: 13 265 - 2010: 14 390 - 2011: 15 390 - 2012: 16 353 - 2013: 17 648 - 2014: 19 253 - 2015: 21 648 - 2016: 23 414 | \| \| \| Bekräftade nettoupplagesiffror 1980-2016 (Röd för papperstidning, rosa digitalt) \| |
| | |                                                                                              |
| Bekräftade nettoupplagesiffror 1980-2016 (Röd för papperstidning, rosa digitalt) | |                                                                                              |